# Обнинский, Наркиз Антонович
Нарки́з Анто́нович Обни́нский (1796 или 1794 — 16 декабря 1863) — российский военный шляхетского происхождения (полковник), общественный деятель. Участник осады Данцига 1813 года, участник подавления польского восстания 1830—1831 годов. Предводитель дворянства Боровского уезда Калужской губернии (1847—1852).

## Биография
Происходил из небогатого и незнатного шляхетского рода Западной Галиции, отошедшей в ходе разделов Речи Посполитой к Австро-Венгрии. Родители Наркиза Обнинского и некоторые другие представители рода перебрались в Россию.
Окончил Иезуитский коллегиум в Виннице. После прохождения в Дворянском полку ускоренной подготовки и получения офицерского звания был направлен в 1813 году (или в июле 1812) в Казанский драгунский полк, в составе которого участвовал в заграничном походе русской армии.
В 1813 году принял боевое крещение в сражении под Данцигом. Служил в русской армии около четверти века, принял участие в 52 боях и сражениях, во многих из которых, по сообщению газеты «Русский инвалид», проявил подлинный героизм. Также участвовал в боях с польскими повстанцами во время польского восстания 1830—1831 годов. По выражению его старшего сына, Петра, вся лучшая половина жизни Наркиза Обнинского прошла «среди битв и походов».
Был награждён орденами Св. Владимира 4-й ст. с бантом, Св. Станислава 3-й ст., Св. Анны 2-й ст. с короной, Знаком отличия «За 15 лет беспорочной службы» и польским знаком отличия «За военные достоинства» 3-й ст.
В середине 1830-х гг. женился на Вараваре Ивановне Кавецкой из обедневшего шляхетского рода, в аренде у отца которой находилось белкинское имение Бутурлиных. В 1840 году выступил в качестве официального покупателя имения, однако М. Д. Бутурлин определённо называл «покупщиком» имения его тестя. Вероятнее всего, имение и составило приданое Варвары Кавецкой. Помимо села Белкина в имение входили сельцо Самсоново, часть сельца Шемякина и маленькая, из 2-3 дворов, часть деревни Кривской. В целом во всём имении насчитывалось более 800 ревизских душ. Вскоре Обнинский присоединил к имению сельцо Пяткино, выкупив его по частям у многочисленных мелких совладельцев.
Вскоре после женитьбы Обнинский вышел в отставку в чине полковника и включился в местную общественную жизнь. В 1845 году был утверждён членом дворянской корпорации Калужской губернии, в 1847 году на уездных выборах был избран предводителем дворянства Боровского уезда на пятилетний срок. В 1858 году вошёл в состав Калужского губернского комитета «по улучшению быта помещичьих крестьян», фактически подготавливавшем в числе других подобных комитетов отмену крепостного права, и примкнул к умеренному большинству.
В 1855—1856 годах был начальником Боровско-Малоярославецкого ополчения, о котором оставил «Походные заметки» («Русский архив». 1891. Кн. 3. С. 330—412).

### Семья
- Жена — Варвара Ивановна Обнинская (урождённая Каве́цкая; около 1807 — ?), единственная дочь вдовца Ивана Антоновича Кавецкого, обедневшего шляхтича, управляющего Бутурлиновкой. Воспитанница Анны Артемьевны Бутурлиной.
- Дети:
  - Пётр Наркизович Обнинский (1837—1904), российский юрист, публицист, общественный деятель.
  - Анатолий Наркизович Обнинский (1841 — около 1911), российский юрист, общественный деятель, благотворитель.
- Внуки:
  - Анна Петровна Трояновская (урождённая Обнинская; 1862—1920), жена И. И. Трояновского.
  - Лидия Петровна Соколова (урождённая Обнинская; 1864—1929).
  - Виктор Петрович Обнинский (1867—1916), российский государственный и политический деятель, публицист.
  - Борис Петрович Обнинский (1872—1920). Остался в Крыму после отхода П. Н. Врангеля, был расстрелян красными.
  - Мария Анатольевна Предтеченская (урождённая Обнинская; 1869—?).
- Правнуки:
  - Анна Ивановна Трояновская (1885—1977), российская и советская певица, художница, педагог общеобразовательных школ.
  - Лидия Дмитриевна Болончук (урождённая Соколова; 1887—1971), преподаватель французского языка в Военно-юридической академии.
  - Пётр Викторович Обнинский (англ. Peter Victor Obninsky; 1901—1998), американский архитектор.
  - Лия Викторовна Терехова (урождённая Обнинская; 1904—1960). Уже находясь в Риге в 1923 году, чтобы по приглашению брата эмигрировать вместе с матерью в США, отказалась от эмиграции и вернулась в Москву.
  - Глеб Борисович Обнинский (1900—1951), российский военный, подпоручик, участник Гражданской войны на стороне белых.
  - Никита Борисович Обнинский (? — начало 1920-х), советский актёр, умер от туберкулёза.
  - Мария Васильевна Предтеченская (?—?).
  - Анатолий Васильевич Предтеченский (1893—?).
- Праправнуки:
  - Наталья Алексеевна Болончук (1916—1937), училась на философском факультете, умерла от туберкулёза.
  - Людмила Алексеевна Болончук (р. 1919), советский военный переводчик, участница Второй мировой войны, преподаватель немецкого языка Военной академии химической защиты.
  - Виктор Петрович Обнинский (англ. Victor Peter Obninsky; 1944—2016), американский юрист, доктор права, адвокат высшей категории.
  - Дмитрий Фёдорович Терехов (р. 1936), советский и российский художник.
  - Александр Глебович Обнинский.
  - Ольга Глебовна Бермон (урождённая Обнинская).
  - Ирина Глебовна Алгаротти (урождённая Обнинская).
- Прапраправнуки:
  - Мэри Обнински, американский военный, капитан Военно-морских сил США.
  - Уоррен Обнински, американский инженер, специалист по компьютерам.
  - Сергей Дмитриевич Терехов (р. 1971), российский пианист.
  - Михаил Обнинский.
  - Жорж Обнинский.
  - Эммануэль Бермон.
  - Серж Алгаротти.